# Hasna Bahom Benhomar
Hasna Bahom Benhomar, més coneguda senzillament com a Hasna Bahom (Marroc, 8 de desembre de 1978) és una atleta d'origen marroquí nacionalitzada espanyola, especialitzada en curses de fons.
Hasna Bahom ha competit formant part del C.A. La Sansi, i també amb del FC Barcelona (atletisme) i amb la Agrupació Atlètica Catalunya, aconseguint gunanyar diverses curses populars de Catalunya, com la Cursa d'El Corte Inglés que guanyà els anys 2013, 2014 i 2015, la Cursa de la Mercè els anys 2008, 2009, 2011, 2013, 2014 i 2015, la Sant Silvestre de Sant Cugat de 2012, o els 10 km. de Vilafranca el 2016, i mitges maratons, com la Mitja Marató del Mediterrani de 2013, en la qual a més va batre el rècord de la prova, la Mitja Marató de l'Anoia del 2013, la Mitja Marató de Ripoll el 2013 i el 2014, la Mitja Marató de Mataró el 2015, la Mitja Marató de Montornés el 2015, o la Mitja d'Empúries el 2016. Es proclamà campiona de Catalunya de mitja marató els anys 2013, 2014 i 2015, subcampiona de Catalunya dels 10.000 metres el 2015, i campiona de Catalunya d'aquesta distància el 2017.